# Santa Cruz (Renacimiento)
Santa Cruz è un comune (corregimiento) della Repubblica di Panama situato nel distretto di Renacimiento, provincia di Chiriquí. Si estende su una superficie di 59,8 km² e conta una popolazione di 1.904 abitanti (censimento 2010).